# 1731 au Canada
Pour un article plus général, voir Chronologie du Canada.
Cet article traite des événements qui se sont produits durant l'année 1731 au Canada.

## Événements

### Nouvelle-France

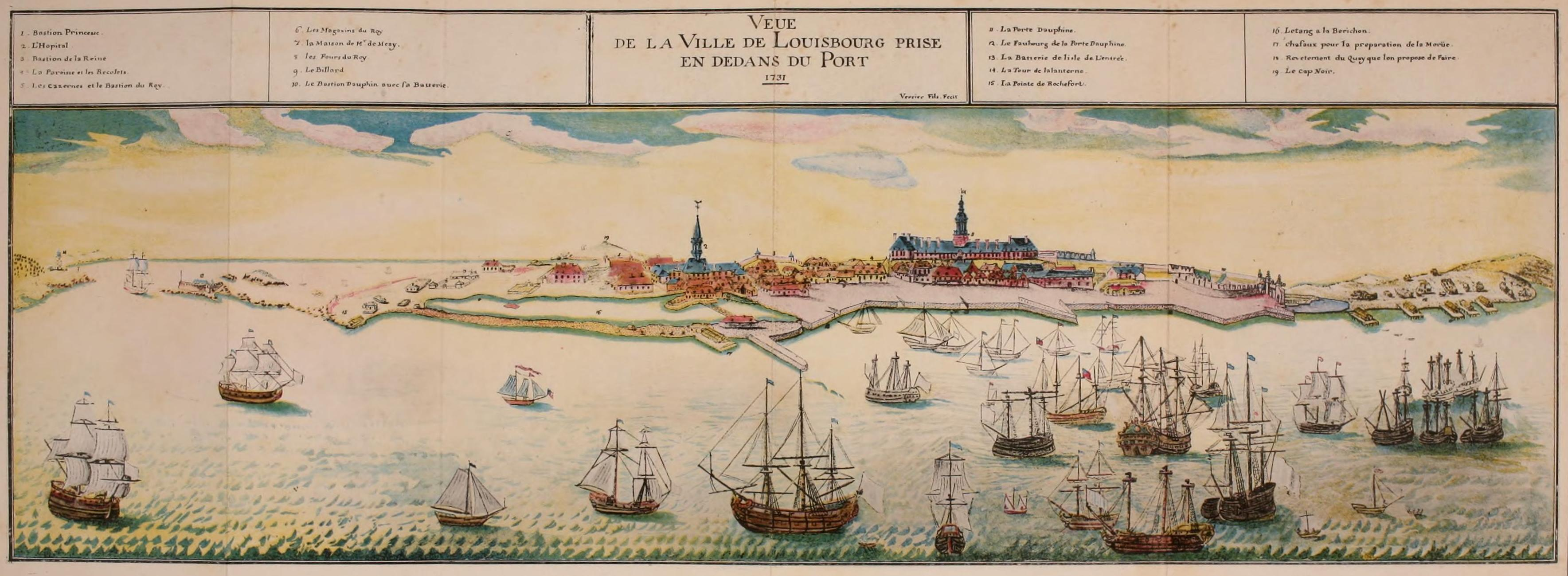
Plan de Louisbourg en 1731

- 21 février : Gilles Hocquart est reconnu comme Intendant de la Nouvelle-France par Versailles[1].

- 10 avril : lettres patentes nommant Jean-Eustache Lanouiller de Boisclair grand-voyer de la Nouvelle-France. Il entreprend la construction du Chemin du Roy reliant Québec et Montréal (fin en 1737)[2].

- 8 mai : le roi Louis XV autorise la construction du Fort Saint-Frédéric au sud du Lac Champlain[3]. D’abord bâti en pieu, il est reconstruit en pierre à partir de 1734.
- 8 juin, Montréal : début de l’exploration de l’Ouest du Canada jusqu’aux Rocheuses par Pierre de La Verendrye et ses fils (1731-1739, 1742-1743). Parti pour découvrir la mer de l’Ouest, les expéditions poursuivent des fins commerciales (fourrures). La Vérendrye organise une dizaine de postes de traite. Le Fort Bourbon commande le cours inférieur de la rivière Saskatchewan[4].
- 27 août : La Vérendrye, maitrise une mutinerie au Grand Portage. Il fait construire le Fort Saint-Pierre sur les rives du lac à la Pluie[4].
- Septembre : les Canadiens atteignent le lac Winnipeg[4].

- Il y a 90 arpents de pommiers sur l'île de Montréal dont une partie de la production sert à faire du cidre

- Début de la construction d'un premier Phare à Louisbourg.
- Le jésuite Pierre-Michel Laure publie sa Carte du domaine du roy en Canada, 1731[5].

### Possessions anglaises
- Recensement de l'Acadie : 6 000 habitants [6]

## Naissances
- 12 juillet : Pierre Marcoux, politicien († 9 juillet 1797).
- 31 août : Nicolas Gautier, marin acadien († 6 novembre 1810).
- 8 novembre : Robert Rogers, soldat britannique († 18 mai 1795).
- 15 décembre : Francis Maseres, procureur de la Province de Québec († 19 mai 1824).

## Décès
- 26 juillet : François Bigras, pionnier (° 8 septembre 1665).
- Dominique-Antoine-René Thaumur de La Source, prêtre (° 1er août 1692).

## article connexe
- 1731 en France